# 340980 Bad Vilbel
340980 Bad Vilbel è un asteroide della fascia principale. Scoperto nel 2007, presenta un'orbita caratterizzata da un semiasse maggiore pari a 2,4616198 UA e da un'eccentricità di 0,1255008, inclinata di 7,57994° rispetto all'eclittica.
Dal 28 dicembre 2012 al 27 gennaio 2013, quando 346261 Alexandrescu ricevette la denominazione ufficiale, è stato l'asteroide denominato con il più alto numero ordinale. Prima della sua denominazione, il primato era di 337002 Robertbodzon.
L'asteroide è dedicato all'omonima località tedesca.